# Microtus
Microtus es un género de mamíferos roedores de la familia Cricetidae. Incluye numerosas especies de topillos o campañoles nativos de Eurasia y Norteamérica.

## Especies
- Microtus abbreviatus (Miller, 1899)
- Microtus agrestis (Linnaeus, 1761)
- Microtus anatolicus[1] Kryštufek & Kefioğlu, 2001
- Microtus arvalis (Pallas, 1778)
- Microtus bavaricus (König, 1962)
- Microtus breweri (Baird, 1857)
- Microtus cabrerae (Thomas, 1906)
- Microtus californicus (Peale, 1848)
- Microtus canicaudus (Miller, 1897)
- Microtus chrotorrhinus (Miller, 1894)
- Microtus daghestanicus (Shidlovsky, 1919)
- Microtus duodecimcostatus (de Selys-Longchamps, 1839)
- Microtus evoronensis Kovalskaya y Sokolov, 1980
- Microtus felteni (Malec y Storch, 1963)
- Microtus fortis (Büchner, 1889)
- Microtus gerbei (Gerbe, 1879)
- Microtus gregalis (Pallas, 1779)
- Microtus guatemalensis (Merriam, 1898)
- Microtus guentheri (Danford y Alston, 1880)
- Microtus hyperboreus (Vinogradov, 1934)
- Microtus irani (Thomas, 1921)
- Microtus irene (Thomas, 1911)
- Microtus juldaschi (Severtzov, 1879)
- Microtus kermanensis (Roguin, 1988)
- Microtus kirgisorum (Ognev, 1950)
- Microtus leucurus (Blyth, 1863)
- Microtus levis (Miller, 1908)
- Microtus limnophilus (Büchner, 1889)
- Microtus longicaudus (Merriam, 1888)
- Microtus lusitanicus (Gerbe, 1879)
- Microtus majori (Thomas, 1906)
- Microtus maximowiczii (Schrenk, 1859)
- Microtus mexicanus (Saussure, 1861)
- Microtus middendorffi (Poliakov, 1881)
- Microtus miurus (Osgood, 1901)
- Microtus mogollonensis (Swarth, 1911)
- Microtus mongolicus (Radde, 1861)
- Microtus montanus (Peale, 1848)
- Microtus montebelli (Milne-Edwards, 1872)
- Microtus mujanensis Orlov y Kovalskaya, 1978
- Microtus multiplex (Fatio, 1905)
- Microtus nasarovi (Shidlovsky, 1938)
- Microtus oaxacensis (Goodwin, 1966)
- Microtus obscurus (Eversmann, 1841)
- Microtus ochrogaster (Wagner, 1842)
- Microtus oeconomus (Pallas, 1776)
- Microtus oregoni (Bachman, 1839)
- Microtus pennsylvanicus (Ord, 1815)
- Microtus pinetorum (LeConte, 1830)
- Microtus quasiater (Coues, 1874)
- Microtus richardsoni (De Kay, 1842)
- Microtus rossiaemeridionalis Ognev, 1924
- Microtus sachalinensis (Vasin, 1955)
- Microtus savii (de Selys-Longchamps, 1838)
- Microtus schelkovnikovi (Satunin, 1907)
- Microtus sikimensis (Hodgson, 1849)
- Microtus socialis (Pallas, 1773)
- Microtus subterraneus (de Selys-Longchamps, 1836)
- Microtus tatricus (Kratochvil, 1952)
- Microtus thomasi (Barrett-Hamilton, 1903)
- Microtus townsendii (Bachman, 1839)
- Microtus transcaspicus (Satunin, 1905)
- Microtus umbrosus (Merriam, 1898)
- Microtus xanthognathus (Leach, 1815)